# Петровське (Калінінський район)
Петровське (рос. Петровское) — село в Калінінському районі Тверської області Російської Федерації.
Населення становить 344 особи. Входить до складу муніципального утворення Верхнєволзьке сільське поселення.

## Історія
Від 2005 року входить до складу муніципального утворення Верхнєволзьке сільське поселення.

## Населення
| 1859 | 1997 | 2002 | 2010 |
| ---- | ---- | ---- | ---- |
| 43   | ↗440 | ↘417 | ↘344 |